# Jasmin von der Born
Jasmin von der Born (* 1979) ist eine deutsche Schauspielerin.

## Berufliche Entwicklung
Ihre Ausbildung machte sie von 2001 bis 2005 an der Freiburger Schauspielschule im E-Werk und anschließend im Camera Actor’s Studio ISFF. Neben ihrer Schauspielerei in Fernseh- und Kinofilmen hatte sie auch bereits einige Theaterengagements, zeitweise schon während ihrer Ausbildung. So hatte sie bereits Engagements im Nationaltheater Sibiu (2003), beim Theater unterm Dach und Museum für Kommunikation Berlin (beide 2008) und beim Berliner Arbeiter-Theater (2009).

## Filmografie
- 2006: Eudämonia
- 2007: Scherbenhaufen
- 2008: Lyndie
- 2008: Gewissensbisse
- 2009: Die Gänsemagd
- 2010: Anna und die Liebe
- 2010: Weisse Stadt
- 2012: Gewissenskrieg / War of Conscience
- 2012: Anna und die Liebe
- 2013: Viertelmonat
- 2013: Hamburg Cops
- 2014: Bis zum Ende des Tages / Until the End of the Day
- 2014: Im Auge des Betrachters
- 2015: Sechs (AT)
- 2016: Soko Wismar – Geier Sturzflug
- 2016: Genius